# Mukteshwar
Mukteshwar è una città, meta turistica nel distretto di Nainital dell'Uttarakhand, India. Si trova sulle colline Kumaon ad una altitudine di 2286 metri, a 51 km da Nainital, 72 km da Haldwani, e 395 km da Delhi.

## Attrazioni locali

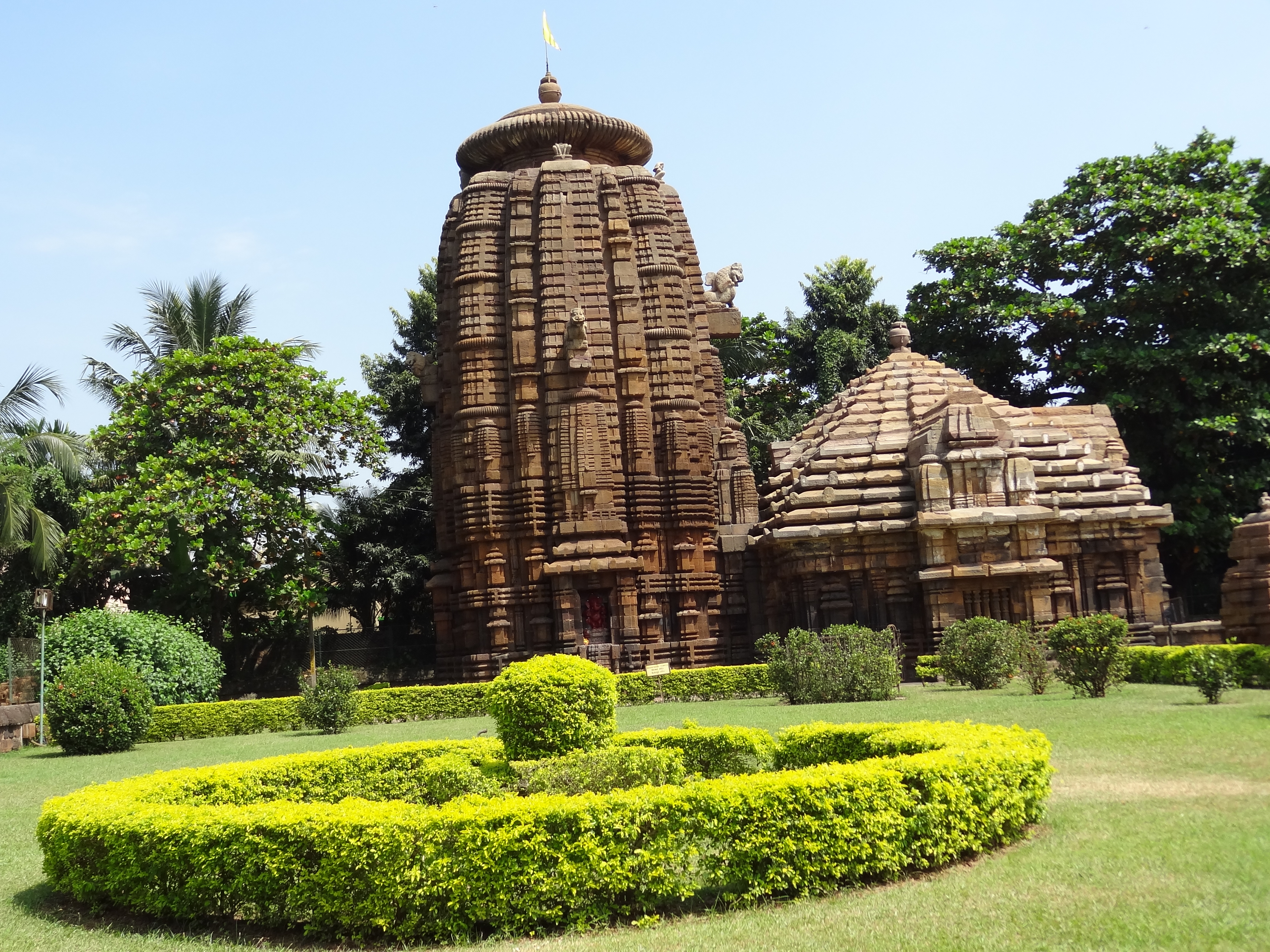
tempio di Mukteshwar

L'attrazione principale è il tempio di Mukteshwar, conosciuto come Mukteshwar dham, dedicato al dio Shiva, situato in cima al punto più alto della città. Vicino ad esso si trovano le scogliere a strapiombo, localmente conosciute come Chauli-ki-Jali, utilizzate per arrampicata e discesa in corda doppia, con una vista eccellente delle valli sottostanti. Si può anche visitare l'indiano Veterinary Research Institute (IVRI). L'intero complesso del tempio che si trova a Tapovan è un luogo caratteristico ideale per la meditazione.
Essendo una località turistica numerosi sono gli hotel, villaggi turistici e pensioni che sono in aumento grazie alla crescita del turismo locale.  Kumaon Vikas Mandal Nigam (KMVN) gestisce un villaggio turistico che può essere prenotato da Delhi, ma anche tramite cellulare attraverso la rete wireless di cui dispone. La località offre un bel paesaggio come a Chaulli ki Jaali, dove le rocce sporgono dalla faccia collina con un angolo bizzarro. Questo è un ottimo posto per osservare aquile e altri uccelli spazzini catturare le loro prede.
I laboratori IVRI (Indian Veterinary Research Institute), l'istituto per la ricerca veterinaria dell'India, offrono 14 km di foreste incontaminate, viste innevate, e l'avventura di vivere tra gli animali selvatici come tigri e orsi. Il fascino di visitare Mukteshwar sta nel godersi la natura, il fruscio dell'aria che sgorga attraverso le foreste, la meditazione e la ricerca della pace. La pulizia, la solitudine e la natura possono annoiare le persone che amano la frenesia urbana.

## Storia
Fino al 1893 il luogo era conosciuto solo per i suoi santuari e templi poi fu scelto per la produzione di siero per proteggere gli animali dalla peste bovina 
Su raccomandazione della Commissione della peste bovina, laboratorio batteriologico ha avuto la sua origine il 9 dicembre 1889 a Pune e si trasferì a Mukteshwar nel 1893 per facilitare la segregazione e la quarantena di organismi altamente contagiose.
il laboratorio di Mukteshwar fu completato nel 1898, ma distrutto da un incendio nel 1899. è stato poi ricostruito nel 1901. In seguito è stato sviluppato in Indian Veterinary Research Institute (IVRI), che poi trasferì la sua sede centrale a Izatnagar. Ancora oggi però Mukteshwar funge da campus collina dell'IVRI, comprese le strutture e come un allevamento di capre sperimentale.
Il noto scienziato premio Nobel Robert Koch ha visitato questo luogo su richiesta del governo indiano. Il microscopio utilizzato da lui e da altri articoli storici sono conservati nel museo gestito da IVRI. Corbett wrote befitting and thrilling accounst of his experiences in the jungle. His books can be freely downloaded online.

## Geografia fisica

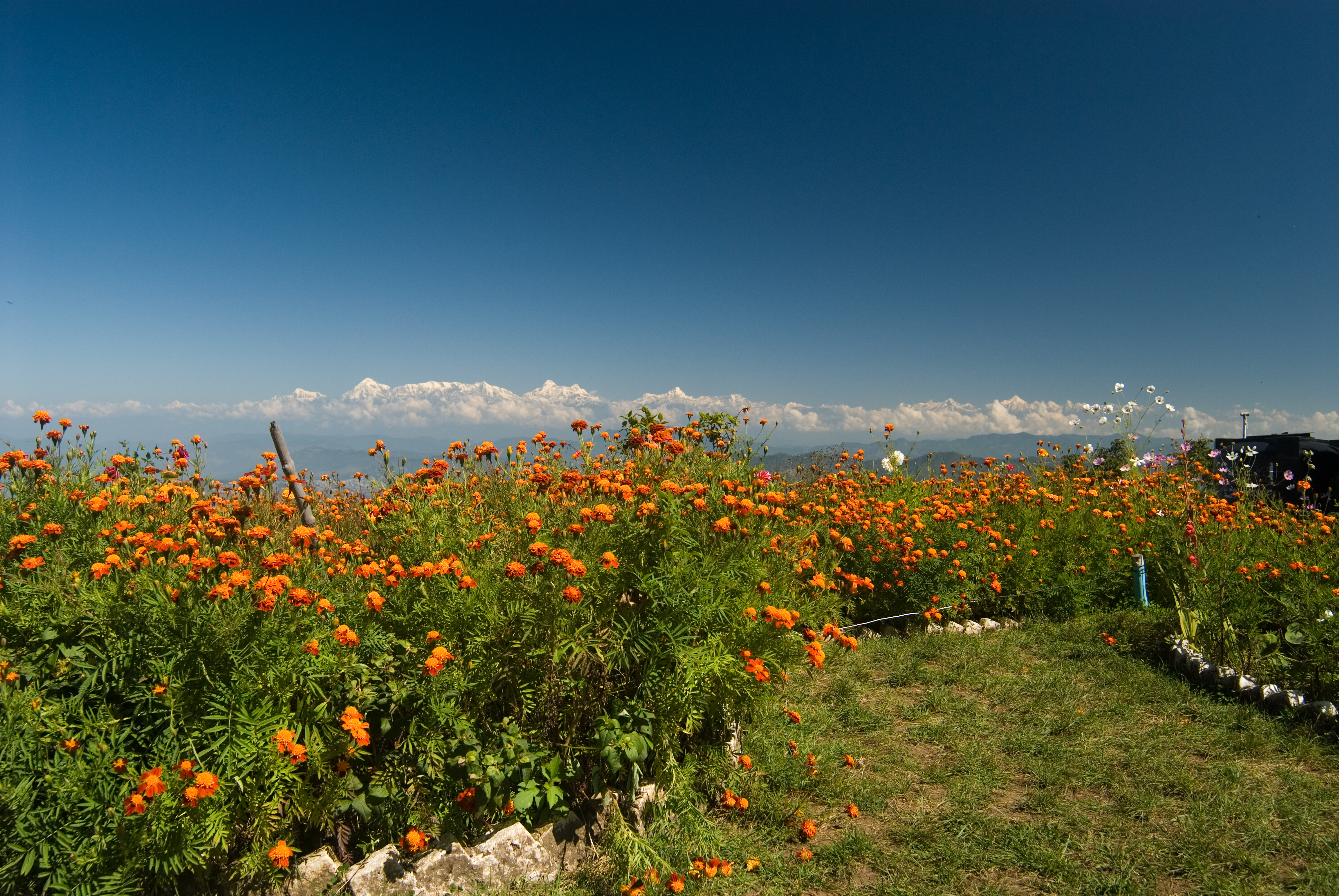
vista dell'Hiymalaya dalla cima di Mukteshwar

Mukteshwar è ricca di bellezze paesaggistiche, con una magnifica vista della catena dell'Himalaya indiano. Il territorio è prevalentemente collinare per questo, l'agricoltura nella zona consiste principalmente di campi di patate e frutteti su terrazzamenti scavati sulle colline.

## Kumaon Vani servizio radio
Con l'obiettivo di creare una piattaforma comune per le comunità locali di Supi in Uttarakhand, TERI (The Energy and Resources Institute) lanciò una comunità di servizio radio l'11 marzo 2010 chiamata 'Kumaon Vani'. Il governatore Margaret Alva inaugurò la stazione radio. Il 'Kumaon Vani' si propone con una serie di programmi in materia di ambiente, agricoltura, cultura, meteo e istruzione in lingua locale con la partecipazione attiva delle comunità. La stazione copre un raggio di 10 km raggiungere i quasi 2 000 abitanti circa di Mukteshwar.

## Nuovo sviluppo
Un altro progetto sviluppato da teri è il 'Park Renewable'. Questo parco rinnovabile utilizza l'energia solare per la maggior parte del suo fabbisogno di energia elettrica. Recentemente, la città ha vissuto un aumento delle attività edili, sono aumentate infatti le costruzioni dentro e intorno Mukteshwar: le persone acquistano case vacanze qui per sfuggire grandi città caotiche.

## Trasporto
L'aeroporto più vicino è a Pantnagar e la stazione ferroviaria più vicina è a Kathgodam, a 65 km dalla città, da dove sono facilmente raggiungibile le città vicine di Bhimtal, Bhowali e Nainital.